# توني لوك (لاعب كرة قدم)
توني لوك (بالإنجليزية: Tony Lock)‏ هو لاعب كرة قدم بريطاني في مركز الهجوم، ولد في 3 سبتمبر 1976 في هارلو في المملكة المتحدة. لعب مع كولتشستر يونايتد ونادي تشيلمسفورد ونادي كيترينغ تاون.

## وصلات خارجية
- توني لوك (لاعب كرة قدم) على موقع Soccerbase.com (لاعب) (الإنجليزية)